# Милло, Матеи
Матеи Милло (рум. Matei Millo; 25 ноября 1814 с. Столничень-Прежеску (ныне жудец Яссы в регионе Молдова Румынии)- 9 сентября 1896, Бухарест) — румынско-молдавский актер, драматург, комедиограф, педагог, переводчик.

## Биография
Получил образование в Михайловской академии в Яссах.
С 1848 выступал на сцене ясского театра, позже руководил им. В 1835 сблизился с «Театром товарищества», в котором осуществил постановку нескольких своих сатирических пьес («Поэт-романтик», «Постельничий Сандру Курк»).
В 1857 сформировал собственную театральную труппу и выступал с ней в Бухаресте и провинциальных городах.
В 1852—1877 (с перерывами) был художественным директором столичного Национального театра, выступал на сцене театра и в качестве актера.

## Творчество

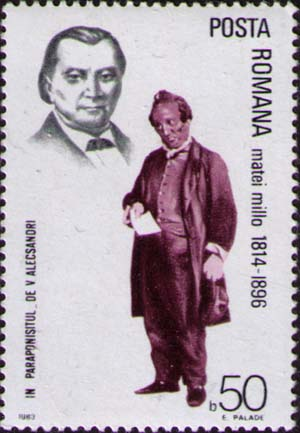
Актер Матей Милло в спектакле «Недовольный». Почтовая марка Румынии. Серия: Румынские актеры. 1983

М. Милло — первый румынско-молдавский актер реалистической школы; его игра отличалась глубокой человечностью. Он стал реформатором румынского театра. Вместо полулюбительских спектаклей Милло создавал профессиональные реалистические спектакли со слаженным актерским ансамблем, наполненные социальным и патриотическим звучанием.
Деятельность Милло способствовала формированию национальной актерской школы. Придавал большое значение декорационному оформлению, костюмам как основным компонентам спектакля.
М. Милло — автор пьес, сатирических комедий и фарсов, высмеивающих упадок нравов правящих классов, политиканство, коррупцию. Совместно с композитором Александру Флехтенмахером создал первую в Румынии оперетту «Baba Hârca» (1848).
- Нишкореску (1849),
- Призыв из Вэкэрешти (1872),
- Старые платья, политические лохмотья (1876) и др.

## Роли в театре

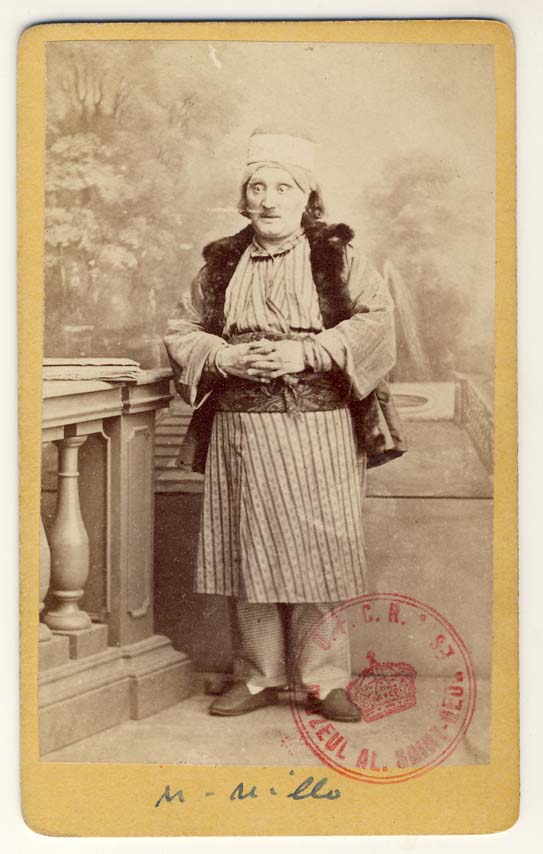
М. Милло в одной из ролей. 1860-е годы

М. Милло был ревностным сторонником национального репертуара и блестящим комедийным актером. Исполнил целый ряд ролей в водевилях, фарсах и комедиях Василе Александри, а также собственных пьесах. Играл в произведениях Мольера, Гюго (которые сам перевел на румынский язык), Шекспира и других.